# Тактическая группировка наземных сил и авиации морской пехоты США
Тактическая группировка наземных сил и авиации морской пехоты (англ. Marine Air-Ground Task Force (MAGTF) — произносится как [магтаф]) — (временная) оперативная [тактическая] группа войск Корпуса морской пехоты США различного уровня. Вследствие их гибкости и высоких боевых возможностей являются основными соединениями, предназначенными для участия в различных экспедиционных операциях. Однако предполагается проводить дальнейшие исследования и эксперименты, направленные на совершенствование оргштатной структуры, повышение возможностей по организации управления и связи, быстрой переброске и развертыванию в районах предстоящих операций, а также по их всестороннему обеспечению.
Тактическая группировка наземных сил и авиации морской пехоты является соединением или отдельной войсковой частью, для повышения мобильности и автономности во время ведения боевых действий включающей в себя части (подразделения) разведки и управления, моторизованные части МП, авиации МП и тылового обслуживания. Концепция МАГТАФ была утверждена в 1963 г. приказом главкома КМП США № 3120.3 «Роль и место Корпуса морской пехоты в оборонительной доктрине США». Помимо всего прочего, в приказе подчеркивалось, что «Тактическая группировка наземных сил и авиации морской пехоты формируется для ведения боевых действий и обучения личного состава Корпуса морской пехоты США, в которых предполагается тесное взаимодействие линейных (или отдельных) моторизованных частей и соединений наземных войск с частями авиации КМП США.»
Начиная с периода Второй мировой войны и войны на Тихом океане, КМП США всеми имеющимися силами и средствами активно участвовал во всех морских десантных операциях ВС США, при поддержке частей авиации Корпуса осуществлял захваты и удержание прибрежных районов и театров военных действий и обеспечивал прорыв основных сил ВС США внутрь удерживаемой противником территории. Тактические группировки наземных сил и авиации морской пехоты США выполняли для ВС США функцию сил быстрого реагирования в случае, когда в том или ином регионе земного шара могли быть затронуты военно-политические или экономические интересы США.

## Оперативно-штатная структура

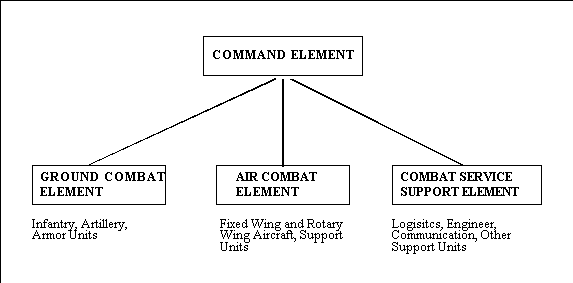
Базовая структура МАГТАФ.

Тактическая группировка наземных сил и авиации морской пехоты состоит из четырёх соединений (частей) основных родов войск:
- Штабная часть (подразделение) управления, разведки и связи со штабом формирования, подразделениями оперативной и тактической разведки, связи, охраны (военной полиции) и штабными подразделениями обеспечения.
- Моторизованное соединение (отдельная часть) наземных войск КМП США, включающее в себя моторизованные пехотные подразделения и части, усиленные подразделениями артиллерии, танковыми (до 2021 года), разведывательными, саперными подразделениями и моторизованными подразделениями береговой высадки.
- Соединение (отдельная часть) авиации КМП США, включающее в себя полевой центр боевого управления и полевой центр управления воздушным движением соединения, специализированные авиационные эскадрильи (АЭ) КМП США различного назначения (штурмовые АЭ, АЭ истребителей-бомбардировщиков, вертолётные АЭ, АЭ конвертопланов, военно-транспортные АЭ), подразделения связи, подразделения технического обслуживания и подразделения МТО. .
- Соединение (отдельная часть) тылового обслуживания (ТО), включающее в себя транспортные автомобильные подразделения, подразделения аэродромного обеспечения, подразделения инженерного обеспечения, части тылового обеспечения и части медицинского обеспечения.

Данная троичная структура является базовой для всех МАГТАФ, однако в зависимости от театра (района) развёртывания и поставленных задач для определенного МАГТАФ в регионе мира конкретный состав подразделений и частей каждого соединения может меняться. Гибкость системы формирования МАГТАФ КМП США позволяет создать в рамках установленной троичной структуры соединение (часть), максимально соответствующую поставленной командованием КМП США задаче и особенностям противостоящей данному МАГТАФ группировки противника.

## Тактические группировки наземных сил и авиации морской пехоты США

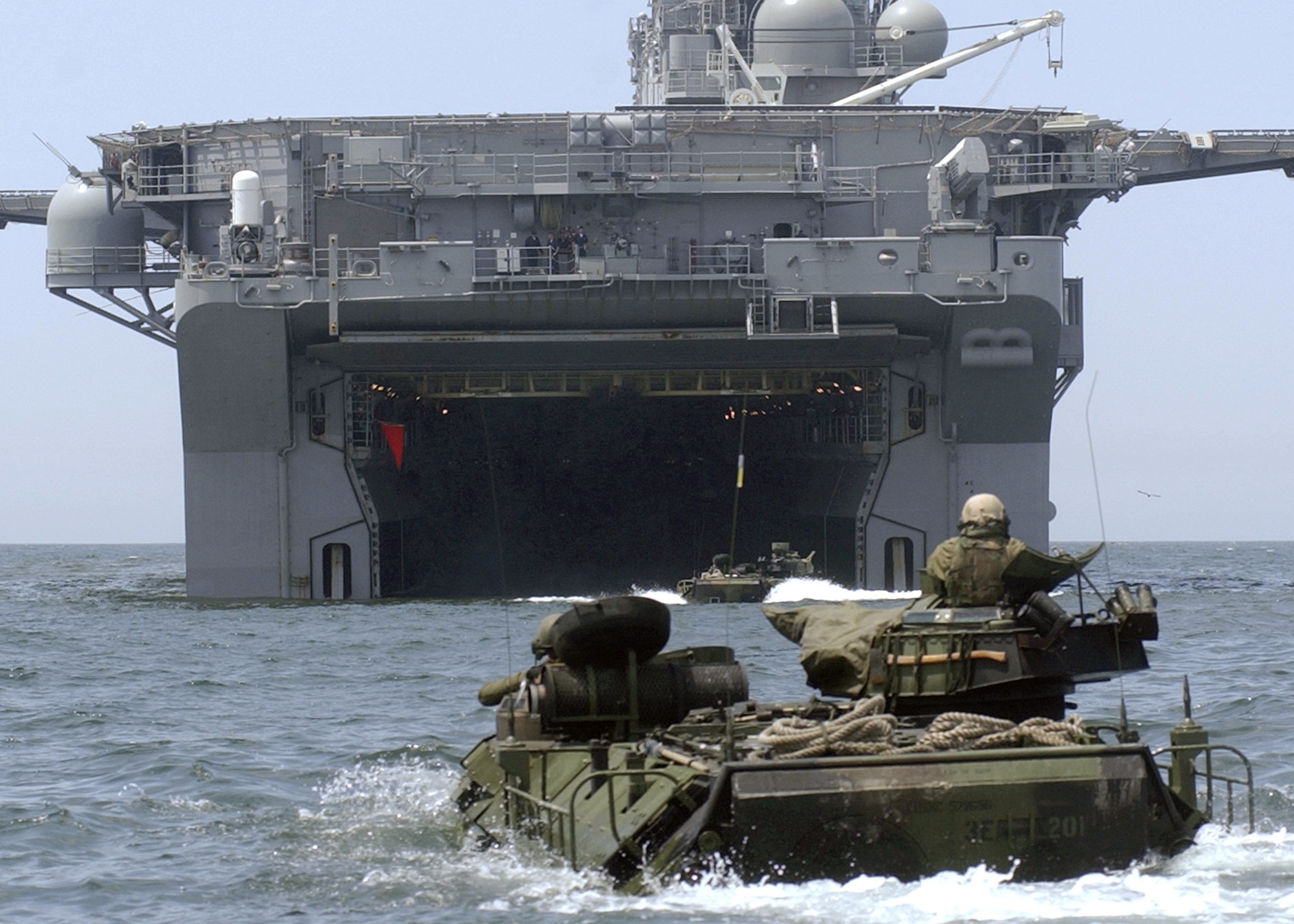
Плавающие машины десанта КМП США на подходе к десантному доку УДК № 6 «Боном Ришар» типа «Уосп».

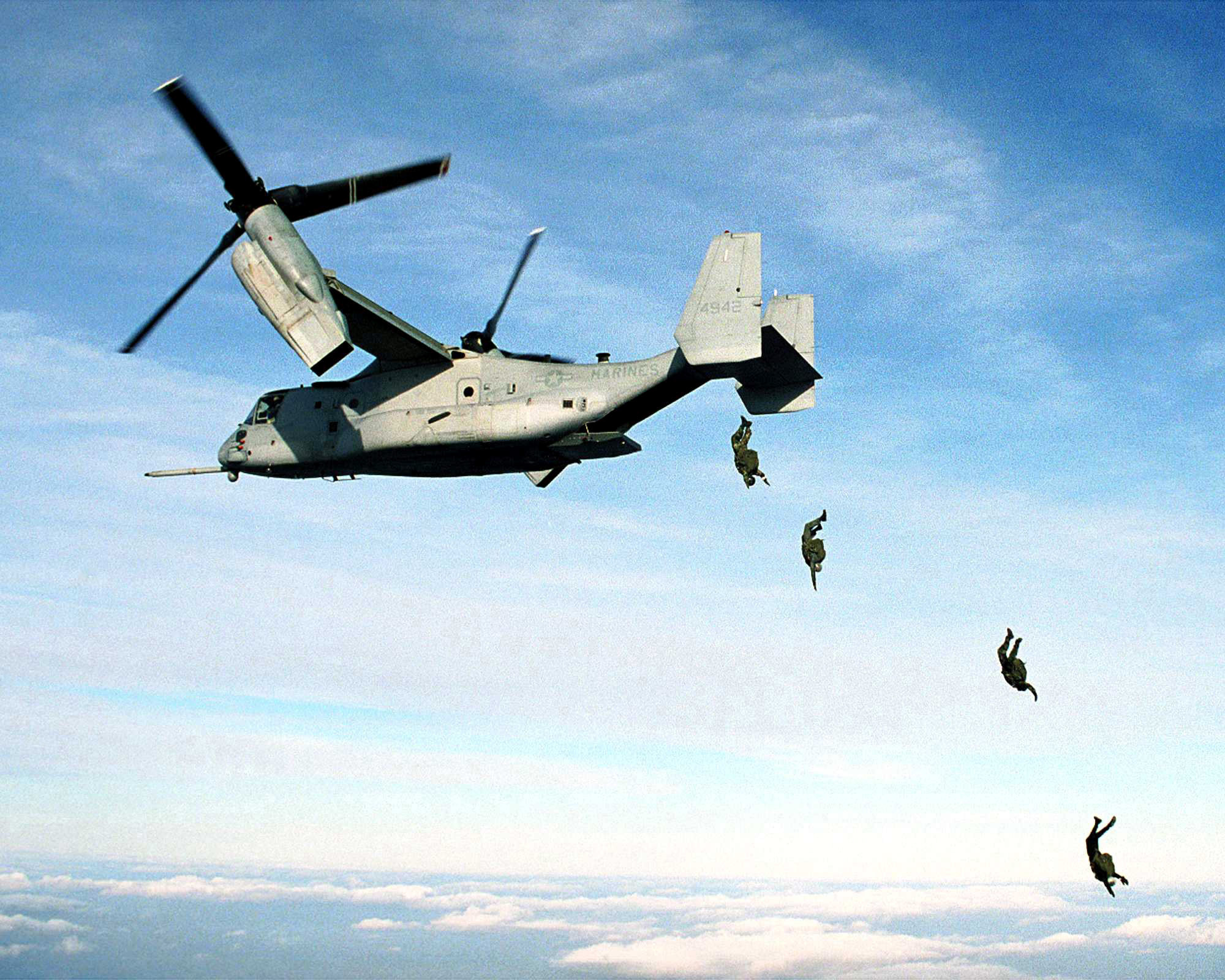
Выброска парашютного десанта с конвертоплана MV-22 Скопа АА КМП США

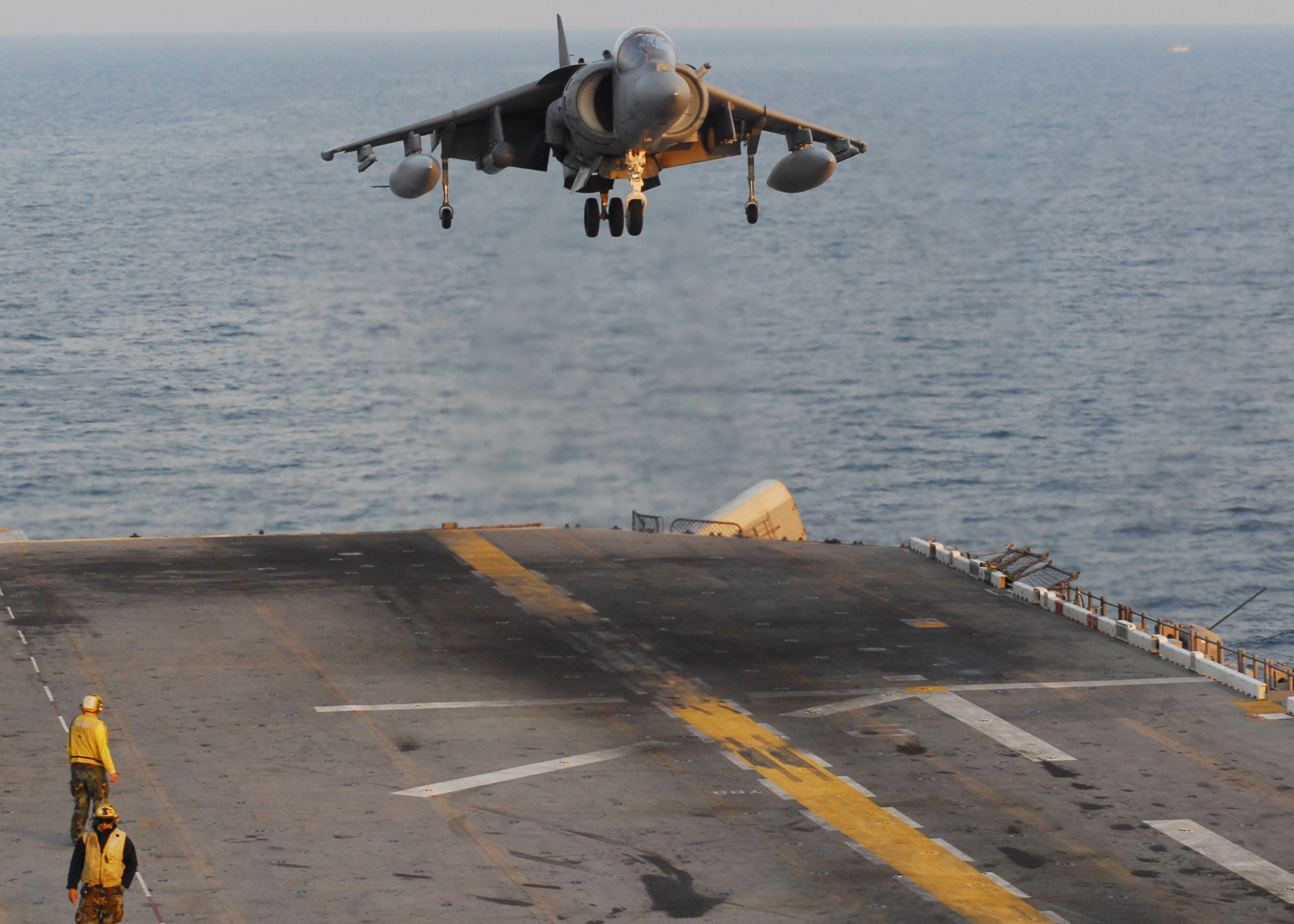
Посадка СВВП ИБА AV-8B «Харриер II» АА КМП США на УДК № 2 «Эссекс» типа «Уосп».

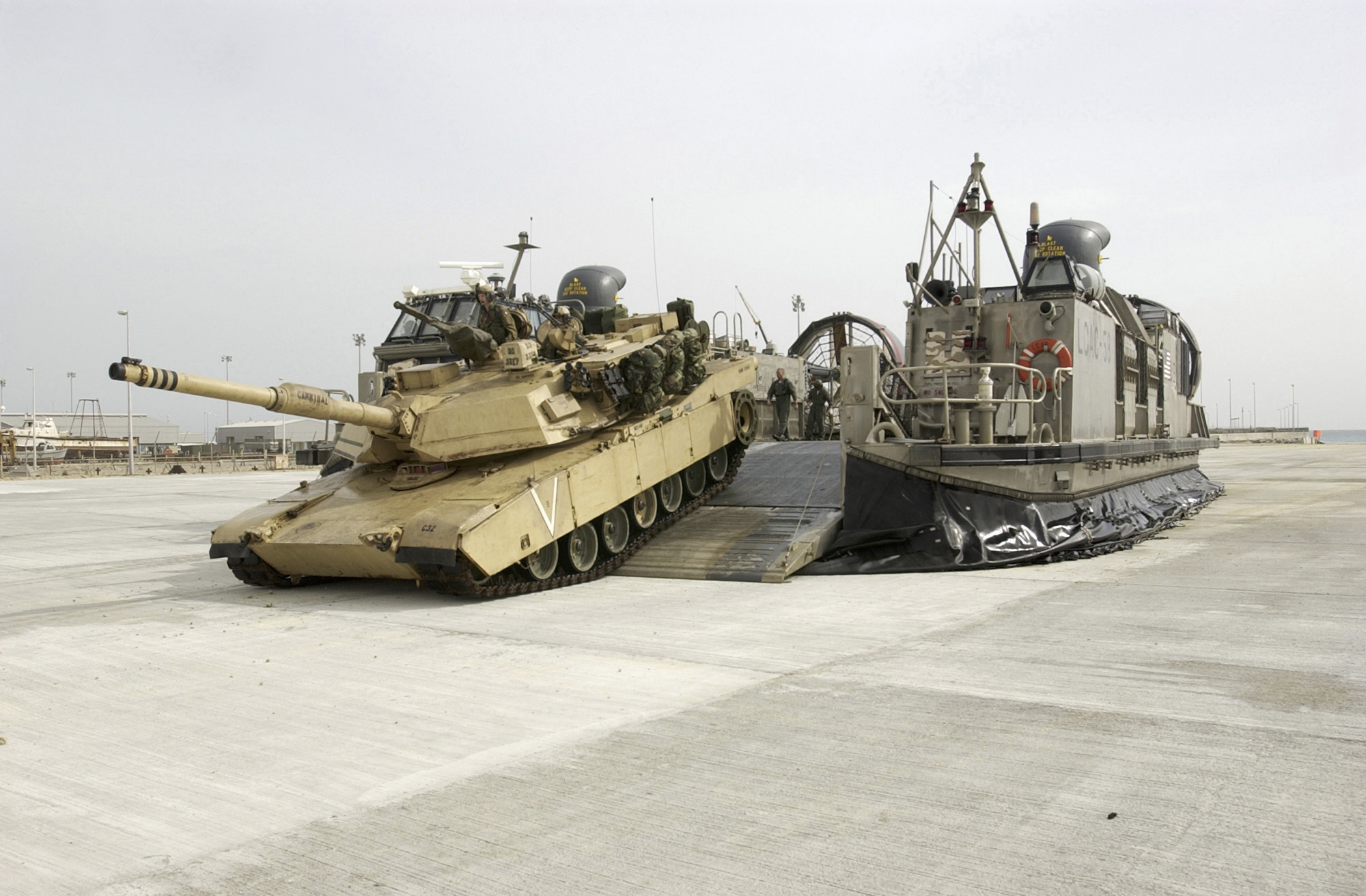
Выгрузка ОБТ «Абрамс» с борта десантного катера на воздушной подушке типа LCAC.

Экспедиционные боевые действия морпехи ведут в составе тактических группировок наземных сил и авиации морской пехоты (Marine Air-Ground Task Force — MAGTF), состоящих из: стрелковых частей МП, авиации МП, артиллерийских и танковых частей МП.
Существуют тактические группировки наземных сил и авиации морской пехоты трёх уровней:
- экспедиционное соединение морской пехоты (marine expeditionary force) смешанного состава;
- экспедиционная бригада морской пехоты (marine expeditionary brigade) смешанного состава;
- кспедиционный отряд морской пехоты (marine expeditionary unit) смешанного состава.

#### Экспедиционное соединение морской пехоты
Экспедиционное соединение морской пехоты (ЭСМП) (до 100 тыс. чел л/с) включает в себя:
- Группа управления (Marine Expeditionary Force Headquarters Group)[7]
  - штаб (Command Element Staff)
  - штабная рота (Headquarters Company)
  - батальон связи (Communication Battalion)
  - разведывательный батальон (Intelligence Battalion)
  - батальон радиоэлектронной борьбы (Radio Battalion)
  - батальон военной полиции (Law Enforcement Battalion)
  - рота взаимодействия с ВМС и авиацией (Air/Naval Gunfire Liaison Company)
  - учебная группа экспедиционных операций (Expeditionary Operations Training Group)
- дивизия морской пехоты (Marine Division)
- авиационное крыло морской пехоты (Marine Aircraft Wing)
- группа тылового обслуживания морской пехоты (Marine Logistics Group)

ЭСМП выделяет из состава своих сил в качестве передовых сил быстрого реагирования:
- до двух эбрмп постоянной готовности
- до трех эомп в береговом резерве и на десантных кораблях в составах флотов ВМС

#### Экспедиционная бригада морской пехоты
Экспедиционная бригада морской пехоты (эбрмп) (до 15 тыс. чел л/с) включает в себя:
- штаб (Command Element Staff)
- батальон управления (Brigade Headquarters Group)
- полк морской пехоты (Marine Regiment)
- авиационная группа (Marine Aircraft Group)
- полк тылового обеспечения (Combat Logistics Regiment)

Для обеспечения боевых действий трех эбрмп постоянной боевой готовности осуществляется заблаговременное складирование военной техники и средств материального обеспечения на трех эскадрах судов-складов, которые постоянно находятся в Восточной Атлантике, Индийском океане и западной части Тихого океана. В случае возникновения регионального конфликта личный состав соединения МП числом до эбрмп с личным вооружением может быть оперативно переброшен при помощи самолетов ТА на территорию соседних с конфликтом союзных США стран, где после подхода в порты судов-складов соединение получит технику, боеприпасы, проведет доукомплектовку и начнет развертывание.

#### Экспедиционный отряд морской пехоты
Экспедиционный отряд морской пехоты (эомп) (до 2 тыс. чел л/с) включает в себя:
- штаб (Command Element Staff)
- десантный батальон (Battalion Landing Team)
- смешанная авиационная эскадрилья (Composite Aviation Squadron)
- батальон тылового обеспечения (Combat Logistics Battalion)

В условиях мирного времени по одному эомп придано группировкам 6-го и 7-го флотов на Средиземном море и в западной части Тихого океана. Периодически по эомп находится на боевом дежурстве на УДК ВМС США в Карибском море и Индийском океане.